# Raymond Plassat
Ne doit pas être confondu avec Raymond Passat.

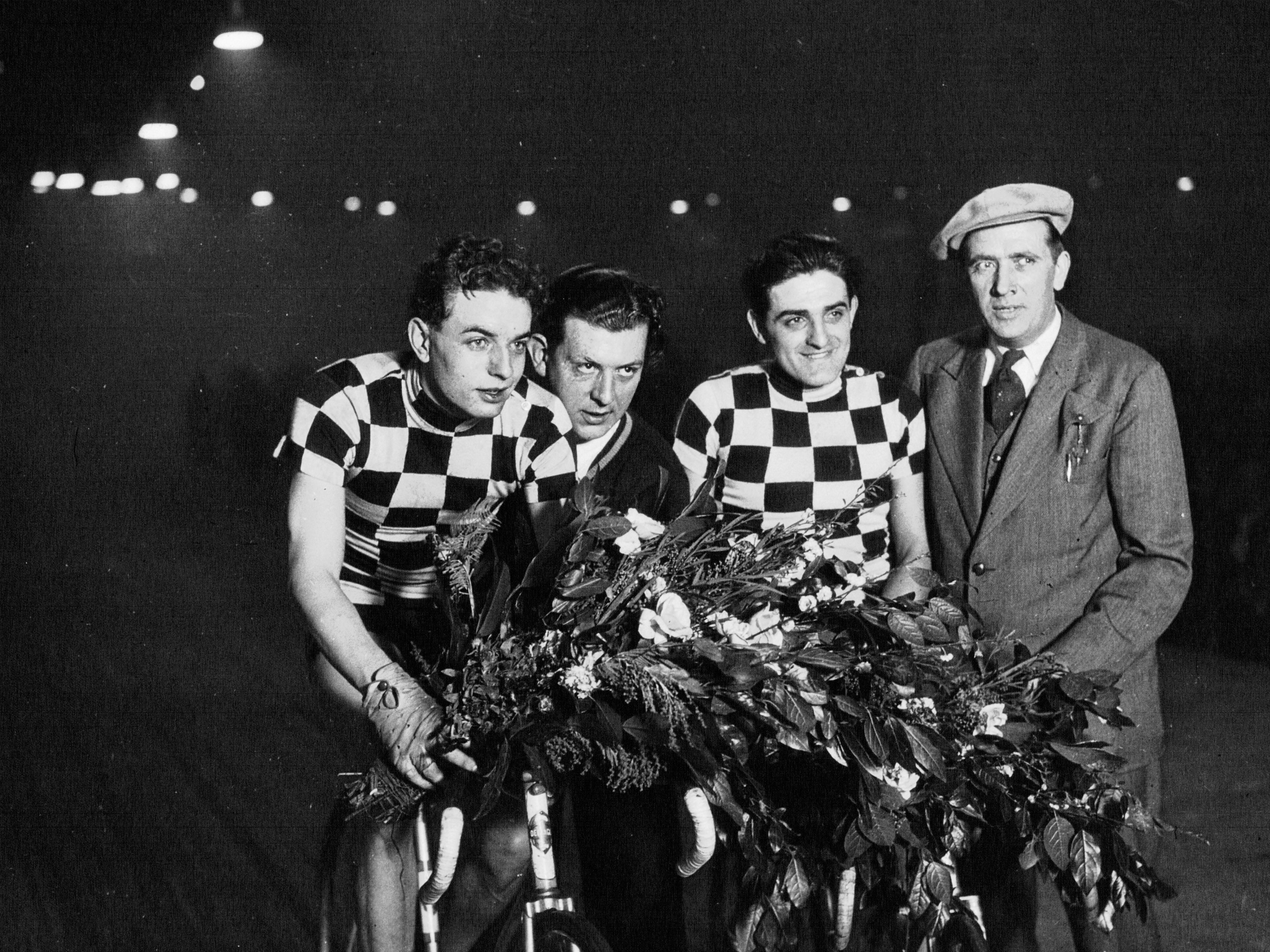
de gauche à droite : Maurice Richard, Raymond Plassat, Vel'd'Hiv', 1934

Raymond, Henri Plassat, né le 17 avril 1904 à Reims et mort le 6 mai 1988 dans le 17e arrondissement de Paris, est un coureur cycliste sur piste français, spécialiste de la poursuite.

## Biographie
Né à Reims, sa famille se réfugie en Bretagne pendant la première guerre mondiale ; il revient à Reims en 1920 et se fait marbrier.
Membre du Bicycle club rémois, il court sa première course sur route, Reims-Rethel en 1921 où il chute. En fin de saison 1922, il réussit une bonne course en compagnie de Fernand Moulet. En 1923, il achète un vélo de piste et débute sur la piste de la Haubette à Tinqueux près de Reims. Il pratique toutes les spécialités : vitesse, américaine, individuel, demi-fond, … Les résultats commencent à venir. Il se lance dans le demi-fond et réussit à se classer troisième derrière Georges Faudet et Désiré Briot. En américaine, il fait équipe avec Jules Léty et se distingue plusieurs fois. Plassat gagne également un match-poursuite contre trois adversaires à Charleville. L’hiver, il pratique la culture physique en compagnie de Marcel Thil,.
En 1924, il fait son service militaire. Il gagne quand même un Grand Prix Alléluia. Il fait une belle 3e place en américaine, battu par Deruyter-Neffati et Faudet-Toussaint. À Nancy, sa ville de garnison, il s’adjuge un Grand Prix Excellence et s’assure plusieurs places d’honneur ; à Strasbourg, sur 100 kilomètres à l’américaine, il manque une belle place de second à la suite d’une chute. II revient courir à Reims, en fausse permission, il tombe ; il faut le transporter à l’infirmerie, le rapatrier ; il écope de quinze jours de prison. Envoyé à l’armée d’occupation, il fait des étincelles dans la région de Sarrebruck grâce à ses chefs sportifs, puis il revient à Reims prendre une troisième place en américaine, battu par Faudet-Choury et Souchard-Rich.
Après son service militaire, dans une individuelle à laquelle participent Deruyter, Brocco, Rich,..., il se classe troisième, battu aux points, bien qu’il ait terminé avec 3/4 de tour d’avance, s’étant échappé en fin de course. Puis il se remet au demi-fond luttant avec Toussaint, Léty. Il écume toute la région de l’Est, dans ses diverses spécialités.
En 1927, il gagne le Prix de Jonchery couvrant contre la montre, 25 kilomètres en 42’ battant le second, Fernand Moulet, de trois minutes. Puis il reprend sur piste, remportant des succès divers. Pour le meeting du Grand Prix de Paris, il vient apporter au team rémois dans la course-poursuite, l'énorme appoint de ses qualités de polisseur et les « bleu et blanc » sont de rudes adversaires pour les vainqueurs du V.C.L.,. Il se distingue encore personnellement dans la revanche qui a lieu quelques jours après à Buffalo.
En 1927, l’hiver venu, sur les conseils de René d’Hennin, il prend un congé et part courir à Paris. Il gagne l'éliminatoire et affronte Octave Dayen pour le brassard-poursuite amateurs au Vél' d'Hiv' battu que d'une dizaine de mètres, puis André Raynaud  et le remporte contre Maurice Delaunay,.
En 1928, il s'installe à Bois-Colombes, il court des américaines avec Maurice Cordier. Le 4 mars 1928, il  bat le record sur 10 km avec 13 min 7 s 3/5, lors d'un match poursuite contre Maurice Richard,, avec qui il fait équipe en américaine et dont les temps sur 10 km. ne sont toujours pas égalés en 1946. Il échoue contre le record de l'heure français à Amiens.
En 1929, il pense arrêter la compétition et reprend l'hôtel-restaurant de ses beaux-parents « Le Cordon Bleu », 231 avenue d'Argenteuil à Bois-Colombes, puis en 1932, ouvre un restaurant « Le Sportman », à La Fourche, 5, avenue de Saint-Ouen,.
En 1933, après quatre ans d'absence au Vél' d'Hiv, il rencontre Amédée Fournier, médaillé d'argent de la poursuite par équipes aux Jeux olympiques de Los Angeles en 1932 et se défend bien,,. Fin 1933, il participe à un omnium par équipes routiers vs. pistards où il courent l'américaine avec son ami Maurice Richard,,. Il reprend la compétition en 1934 avec Richard,. En février 1934, Henri Lemoine et lui sont battus par Francis Faure monté sur sa bicyclette à pédalage horizontal.
En 1936, Il fait partie de l'équipe de Champagne créée par Louis Daugé,.
En 1939, il court encore à Reims dans les éliminatoires régionales du Grand Prix des Nations,.
Il est mobilisé pendant la seconde guerre mondiale. Fait prisonnier, il est détenu en captivité au Stalag VII-A (en), au nord de la ville de Moosburg, dans le sud de la Bavière, où il organise les activités sportives,. Il est libéré en octobre 1941,,.

## Palmarès
- 1924
  - Grand Prix Alléluia.
  - Grand Prix Excellence à Nancy
- 1927
  - Prix de Jonchery, contre la montre
  - 2e du Prix Quentin-Bauchart, poursuite par équipe, avec le BCR[8]
- 1928
  - Prix Miller-Waller, américaine sur 2 h. avec Maurice Richard[43]

- 1934
  - Prix du Tour de France, américaine sur 2 h. avec Maurice Richard[44]
- 1935
  - Prix Grenda[45]

## Vie privée
Il épouse le 27 novembre 1928, Yvonne Mallet à Bois-Colombes,.